# Rik Peels
Henric David (Rik) Peels (Zoetermeer, 16 februari 1983) is een Nederlandse schrijver, filosoof en theoloog.

## Levensloop
Rik Peels werd geboren in Zoetermeer, waar zijn vader Eric Peels predikant was. Peels studeerde filosofie aan de Vrije Universiteit Amsterdam (VU) en de Universiteit van Notre Dame (Indiana, VS), onder meer bij Alvin Plantinga. Peels heeft ook theologie gestudeerd aan de Theologische Universiteit Apeldoorn en de VU. Hij verwierf zijn bachelor- en mastergraden in theologie en wijsbegeerte cum laude. Van 2008 tot en met 2012 was hij promovendus theoretische filosofie aan de Universiteit van Utrecht. Herman Philipse was zijn promotor. 
Van januari tot en met juli 2011 was hij associate member van Merton College aan de Universiteit van Oxford. Sinds 1 september 2012 is hij als postdoctoraal onderzoeker verbonden aan de Faculteit Wijsbegeerte van de VU. Hij doet onderzoek naar de grenzen van de wetenschap en is verbonden aan het Abraham Kuyper Center for Science and Religion.
Naast zijn academische loopbaan verricht Rik Peels werkzaamheden voor het Veritas-forum, een internationale organisatie die op universiteiten debatten en andere bijeenkomsten organiseert over levensvragen en daarbij onder meer het christelijk geloof bediscussieert. Sinds 1 september 2008 is hij voorzitter van de raad van advies van het Nederlandse Veritas Forum en sinds 1 december 2012 is hij Europees directeur van het Veritas Forum.
Peels kreeg verschillende onderscheidingen, waaronder de eerste prijs van de Nederlandse Concours Européen van de Alliance Française in 2001.
Peels maakt onderdeel uit van het onderzoeksteam van Adapt! dat onderzoek doet naar het aanpassingsvermogen van samenlevingen in tijden van crises.

## Publicaties
In vakkringen staat Peels bekend om zijn bijdragen aan de epistemologie, ethiek en godsdienstfilosofie. Op 2 maart 2012 promoveerde hij aan de Universiteit Utrecht op een onderzoek over de verantwoordelijkheid die we dragen voor onze overtuigingen. Hierover publiceerde hij in Nederlandse tijdschriften als het Algemeen Nederlands Tijdschrift voor Wijsbegeerte en het Nederlands Theologisch Tijdschrift en in internationale tijdschriften als de Journal of Philosophy, Philosophy and Phenomenological Research, Religious Studies en Synthese.
Tevens publiceerde hij opiniërende artikelen in dagbladen als Friesch Dagblad, Nederlands Dagblad, NRC Handelsblad, Reformatorisch Dagblad en Trouw. In oktober 2013 verscheen zijn eerste boek, God bewijzen, samen met Stefan Paas, dat werd besproken in vrijwel alle schrijvende pers.

## Artikelen
- “Alvin Plantinga over conflict en harmonie tussen geloof en wetenschap”, Radix 38.4 (2012).
- “Rationeel religieus geloof zonder argumenten”, Algemeen Nederlands Tijdschrift voor Wijsbegeerte 104 (2012), 108-111.
- “Is kennis van God mogelijk? De apologetische waarde van Alvin Plantinga’s Reformed Epistemology II,” Beweging 74.2 (2010), 30-33.
- “Kunnen religieuze overtuigingen rationeel zijn? De apologetische waarde van Alvin Plantinga’s Reformed Epistemology,” Beweging 73.4 (2009), 34-8.
- “Het geloof van de atheïst”, met René van Woudenberg, Radix 35.3 (2009), 151-9.
- “Een falend atheïstisch argument. Respons aan Herman Philipse,” met René van Woudenberg, Nederlands Theologisch Tijdschrift 62.3 (2008), 196-202.
- “Nieuw licht op het probleem van het kwaad?,” Filosofie 18.4 (2008), 25-8.
- “Het evidentialisme van Herman Philipse,” Beweging 74.4 (december 2006), 42-5.
- “Het disjunctieve atheïsme van Herman Philipse”, met René van Woudenberg, Nederlands Theologisch Tijdschrift 62.1 (2008), 24-44.
- “Epistemische pluraliteit,” Algemeen Nederlands Tijdschrift voor Wijsbegeerte 99.4 (december 2007), 263-80.
- “De scheepseigenaar en de gelovige. William Clifford over God, bewijs en doxastische verantwoordelijkheid”, Nederlands Theologisch Tijdschrift 61.2 (2007), 89-108.

## Boeken
- God bewijzen: Argumenten voor en tegen geloven, Balans 2013 (met Stefan Paas)
- En God zag dat het goed was: Christelijk geloof en evolutie in 25 cruciale vragen over christelijk geloof en evolutie, Brevier 2019 (met William den Boer en René Fransen)
- De extremist en de wetenschapper: Hoe we radicalisering beter kunnen begrijpen, Balans 2024
- Leven zonder God: Wat je kunt leren van atheïsten, KokBoekencentrum 2024